# Ford Valencia Body & Assembly
Ford España, coneguda internacionalment com a Ford Valencia Body & Assembly, és la filial de la multinacional americana Ford a Espanya. Fundada el 1976 com a Ford España, S.L., té la seu a Almussafes (Ribera Baixa), on ocupa un extens complex que la converteix en la fàbrica Ford més gran del món pel que fa a l'extensió: 2.700.000 m2 de superfície, 592.000 dels quals corresponen a edificis i plantes de producció.
A finals del 2015, la planta Ford d'Almussafes fabricava 400.000 cotxes a l'any, donava feina a 8.300 treballadors, controlava 18.000 referències i exportava a 75 països.

## Història

### Antecedents: Ford Motor Ibérica
El 1920, Ford establí la seva filial espanyola a Cadis (Ford Motor Company, S.A.E.) i tres anys després, el 1923, l'empresa es va traslladar a Catalunya i va muntar la fàbrica al número 149 de l'Avinguda Icària del Poblenou de Barcelona. El 1929, l'empresa es va reorganitzar i va canviar la seva denominació social per Ford Motor Ibérica, SA. Acabada la guerra civil espanyola, Ford Motor Ibérica va subsistir amb la fabricació de recanvis per als vehicles d'abans de la guerra i la comercialització de gasògens. El 1953, en veure que el règim apadrinava les noves empreses SEAT i FASA-Renault, Ford renuncià finalment a la seva presència al país i el 1954 vengué la seva participació en l'empresa. La companyia resultant, plenament nacionalitzada, es va anomenar Motor Ibérica, SA i es dedicà a fabricar camions i tractors, basats en models Ford, sota la marca comercial Ebro.

### El retorn de Ford
Ford va decidir de tornar a instal·lar-se a l'estat espanyol cap a 1972. El 23 de desembre d'aquell any, la companyia presentà seu pla al govern franquista, el qual s'hi abocà amb entusiasme. Durant les converses inicials, però, sorgí un escull important: la llei obligava que el 90% dels components de cada cotxe fabricat fossin produïts a Espanya, i carregava amb un 30% aranzelari els components importats.
L'executiu de Ford Dick Holmes van negociar amb el govern espanyol per tal d'aconseguir un marc legislatiu més favorable i va concretar la seva oferta: una planta amb 6.500 treballadors capaç de produir 250.000 cotxes a l'any, dels quals se n'exportarien dues terceres parts. Els espanyols acceptaren les condicions amb matisos i l'acord final, aplicable a tota la indústria de l'automòbil estatal, va permetre que només un 50% dels components fossin de fabricació nacional (cosa que obligaria Ford a fabricar els motors al país) i, a més, la companyia només podia vendre a Espanya el 10% d'unitats del total del mercat espanyol.

### Tria de l'emplaçament

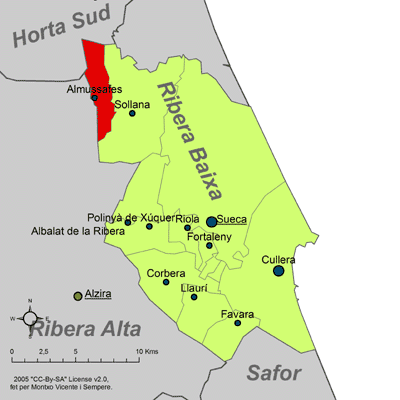
Localització d'Almussafes respecte de la Ribera Baixa

Un cop arribats a una entesa, Ford i el govern espanyol acordaren on instal·lat la fàbrica. Es va buscar una zona on calgués activitat laboral i hi hagués molta mà d'obra disponible. La recerca, en principi secreta, es va filtrar i algunes localitats com ara Talavera de la Reina van licitar fort per la fàbrica, però el lloc triat finalment fou Almussafes per nombroses raons: la superfície excepcionalment plana -aleshores encara plena de tarongers- estalviaria costos i reduiria el temps d'execució de la fàbrica, Ford tindria a prop una empresa de producció d'acer (la planta siderúrgica de Sagunt) i un port on embarcar els seus vehicles (el port de València, a 25 quilòmetres d'allà, és el primer de l'estat i de la Mediterrània i el cinquè d'Europa en moviment de contenidors).
El 1973, Ford va anunciar el seu retorn a Espanya de forma oficial i el juny d'aquell any es va comunicar que la localitat escollida seria Almussafes. Els terrenys on hauria d'anar la nova planta, en plena zona agrícola, abastaven 270 hectàrees i estaven formats per 636 horts, els quals va haver de comprar Ford.
El gener de 1974 es varen iniciar els treballs d'esplanació. La planta fou construïda i condicionada sota la direcció de Hanns Brand, qui anteriorment havia estat responsable de la construcció de la planta de Ford a Saarlouis, a l'estat alemany de Saarland.

### Naixement de Ford España
Mentre es mantenien les negociacions amb el govern espanyol esclatà la crisi del petroli de 1973, arran de la qual Ford decidí de produir un utilitari econòmic i de consum moderat, capaç de competir amb el Renault 5. Per aquest motiu, la planta en construcció a València es revelà com al lloc idoni per a la producció per a tot Europa d'aquest cotxe, el futur Ford Fiesta.
El 26 de març de 1974, el president de la companyia Henry Ford II col·locava la primera pedra de la futura fàbrica. Dos anys més tard, l'1 de març de 1976, es produïa el primer motor a la fàbrica d'Almussafes i el 18 d'octubre d'aquell mateix any sortia el primer cotxe de la cadena de muntatge (el primer Ford Fiesta de la història). Finalment, el 25 d'octubre de 1976 s'inaugurà oficialment la factoria. Durant l'acte, es descrigué el Ford Fiesta com al primer model que podria arribar a superar els quinze milions de vendes de l'històric Ford T.

### Fites cronològiques

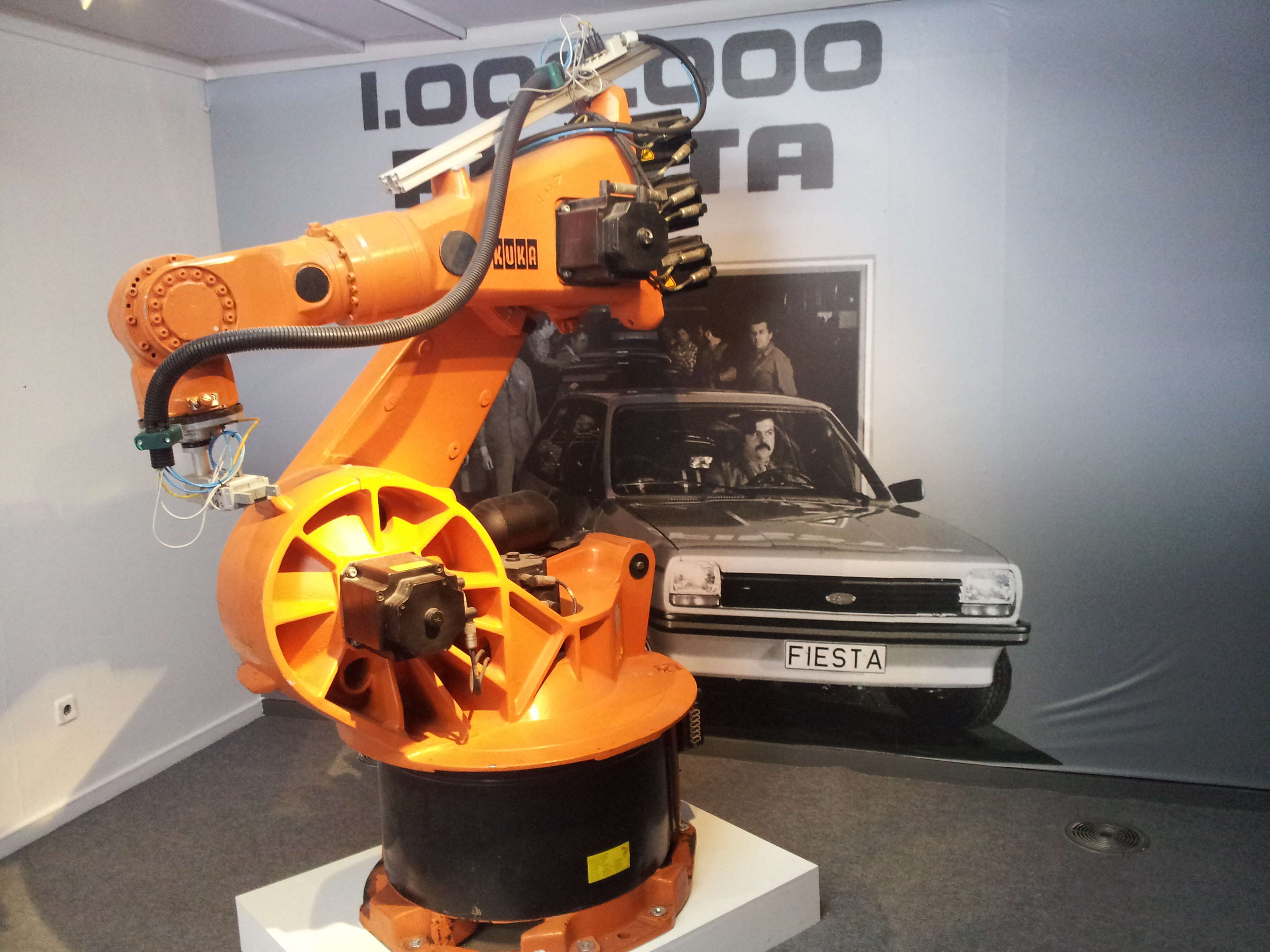
El 2 de gener de 1981 es va fabricar el Fiesta un milió.

Tot seguit, es recullen algunes dates significatives dins la història de l'empresa:
- 4 juliol 1979: Es fabrica el motor 1 milió
- 2 gener 1981: Es fabrica el Fiesta 1 milió
- 4 novembre 1986: Celebració del 10è Aniversari
- 2 gener 1989: Comença la producció de foamitzat
- 20 març 1990: Inauguració del Centre de Formació i Capacitació
- 15 maig 1991: 1 milió de vehicles exportats des del port de València
- 29 setembre 1993: Inauguració de l'ampliació del Centre de Formació
- 16 desembre 1993: La filial rep el Premi Henry Ford de Tecnologia
- 30 gener 1995: Presentació del Parc Industrial als proveïdors
- 24 febrer 1995: Inauguració de l'Escola Universitària
- 27 març 1995: Inauguració de la Planta Pilot
- 5 maig 1995: S'inaugura la Planta de Motors ZETEC-SE
- 17 octubre 1996: Celebració del 20è Aniversari
- 17 octubre 1996: Inauguració del Parc Industrial de Proveïdors 'Rei Joan Carles I'
- 20 Juliol 1998: Obtenció de la certificació ISO 14000
- 31 juliol 1998: Es fabrica l'Escort 1,5 milions (fi de la fabricació de l'Escort)
- 5 maig 1999: Obtenció de la certificació QS9000
- 4 setembre 2003: La filial rep el Premi Europeu a la Seguretat en el Treball per V.O.

## La fàbrica d'Almussafes
La d'Almussafes és la fàbrica europea de Ford que produeix més varietat de models i la més gran del món pel que fa a l'extensió: 2.700.000 m² de superfície (l'equivalent a 250 camps de futbol) 592.663 dels quals corresponen a edificis i plantes de producció. A data de novembre de 2010 era capaç de produir 1.500 motors diaris.

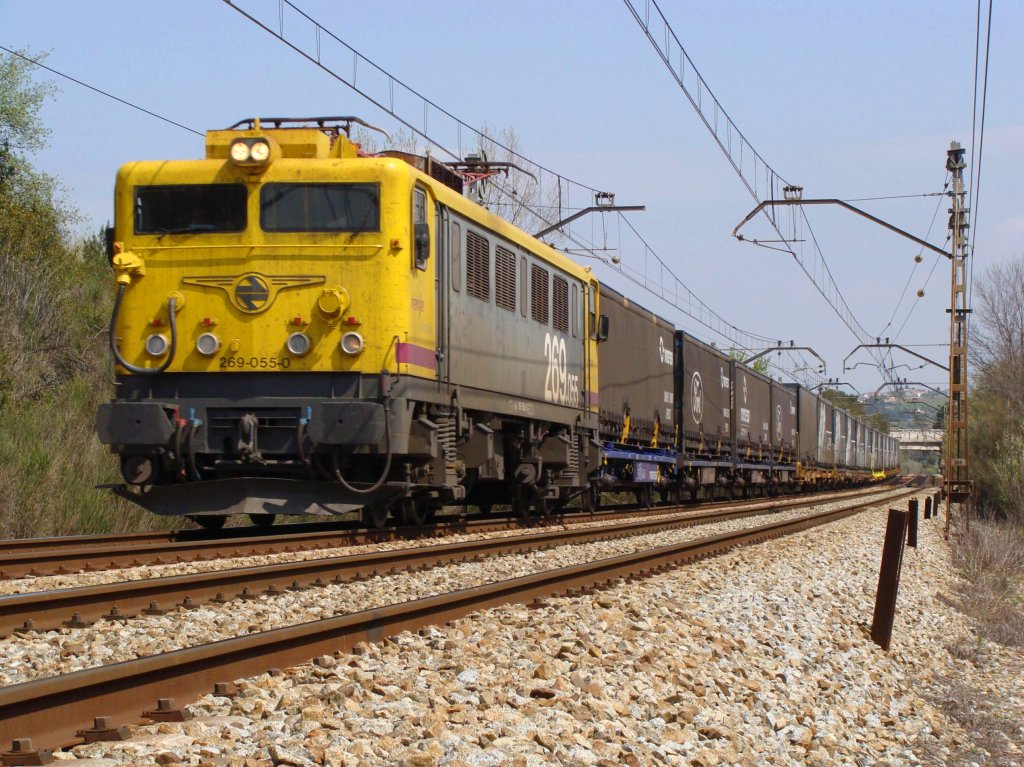
Un tren de mercaderies prop de Gelida, camí de la fàbrica Ford d'Almussafes

El complex inclou una ciutat universitària, un poliesportiu per als treballadors, una estany on hi ha aus protegides i un entorn natural amb eucaliptus i 50 espècies autòctones. L'estany s'alimenta de l'aigua emprada en el procés de producció, un cop refinada.
Des del punt de vista logístic, és una de les plantes més eficients de l'estat, ja que compta amb una estació de ferrocarril pròpia des d'on surten i arriben grans trens de mercaderies, està envoltada d'autopistes, disposa de dos parcs de proveïdors (amb més de 2,7 milions de m²) i té a tocar el port de València (pel qual han desfilat més de quatre milions de vehicles Ford).
Des de 1995, la factoria compta amb un polígon adjacent, el Parque Industrial Juan Carlos I, on hi ha els proveïdors de components, al voltant de 70. S'hi ha instal·lat un sistema de subministrament de components, anomenat Direct Automatic Delivery, pel qual les peces muntades pels proveïdors arriben a la fàbrica mitjançant unes rampes automatitzades, directament als llocs de muntatge on intervenen. Altres avenços tecnològics importants són un túnel automàtic de revisió de defectes de pintura o la presència de 2.000 robots. Totes les línies de la planta estan automatitzades.

### Dades estadístiques
La construcció de la planta d'Almussafes costà 680 milions de dòlars. Entre el 2011 i el febrer de 2015, Ford ha invertit més de 2.300 milions d'euros en la seva planta valenciana, la major inversió mai realitzada per la indústria de l'automòbil a l'estat espanyol.
Al llarg de la seva història, Ford ha produït a Almussafes més de 15 milions de motors i més d'11 milions de vehicles (amb una capacitat de producció diària de 1.900 vehicles). De cara al 2015 es preveia una producció total de més de 400.000 vehicles. El rècord de fabricació anual d'automòbils està en 449.101, aconseguit el 2004.

## Producció
Mentre que a les antigues filials de Ford a Cadis i Barcelona, els cotxes es muntaven amb tots els components importats (sistema anomenat CKD, complete knock-down), a Almussafes s'hi fa íntegrament tant el muntatge com la fabricació dels components. A finals del 2015, a la planta s'hi muntaven els models Mondeo, Kuga, Transit Connect, Tourneo Connect, S-MAX i Galaxy.

### Automòbils
Tot seguit, la llista de models Ford fabricats a Almussafes i el seu període de producció:
A novembre de 2012
| Model | Model                  | Període   |
| ----- | ---------------------- | --------- |
|       | Ford Fiesta I-VI       | 1976-2012 |
|       | Ford Escort III-VI     | 1981-1998 |
|       | Ford Orion I-III       | 1983-1993 |
|       | Ford Ka I              | 1996-2008 |
|       | Ford Focus I-II        | 1998-2011 |
|       | Mazda2 II              | 2002-2007 |
|       | Ford Transit Connect I | 2002+     |
|       | Ford Kuga I            | 2008+     |
|       | Ford C-MAX II          | 2010+     |

#### El Ford Fiesta
El Fiesta fou el primer cotxe fabricat íntegrament a l'estat espanyol per Ford i el cotxe més venut a l'estat entre 1978 i 1980 (l'abril de 1977, la llista d'espera per a una unitat d'aquest model superava l'any). Com a curiositat, el nom del Fiesta el decidí el mateix Henry Ford II, segons que digué perquè «coneixia Espanya, les seves celebracions i els seus costums». En total se'n fabricaren 5.024.000 unitats a Almussafes entre 1976 i el 2012, any en què s'hi deixà de produir.

### Motors
La planta de motors d'Almussafes produeix només motors de benzina, de les següents famílies i cilindrades:
- Duratec-HE: 
  - 1.8 (125 CV)
  - 2.0 (145 i 150 CV)
  - 2.3 (161 CV)
- Bioetanol: 
  - 1.8 (125 CV)
  - 2.0 (145 CV)
- LPG ("gas combustible liquat"):
  - 2.0 (145 CV)

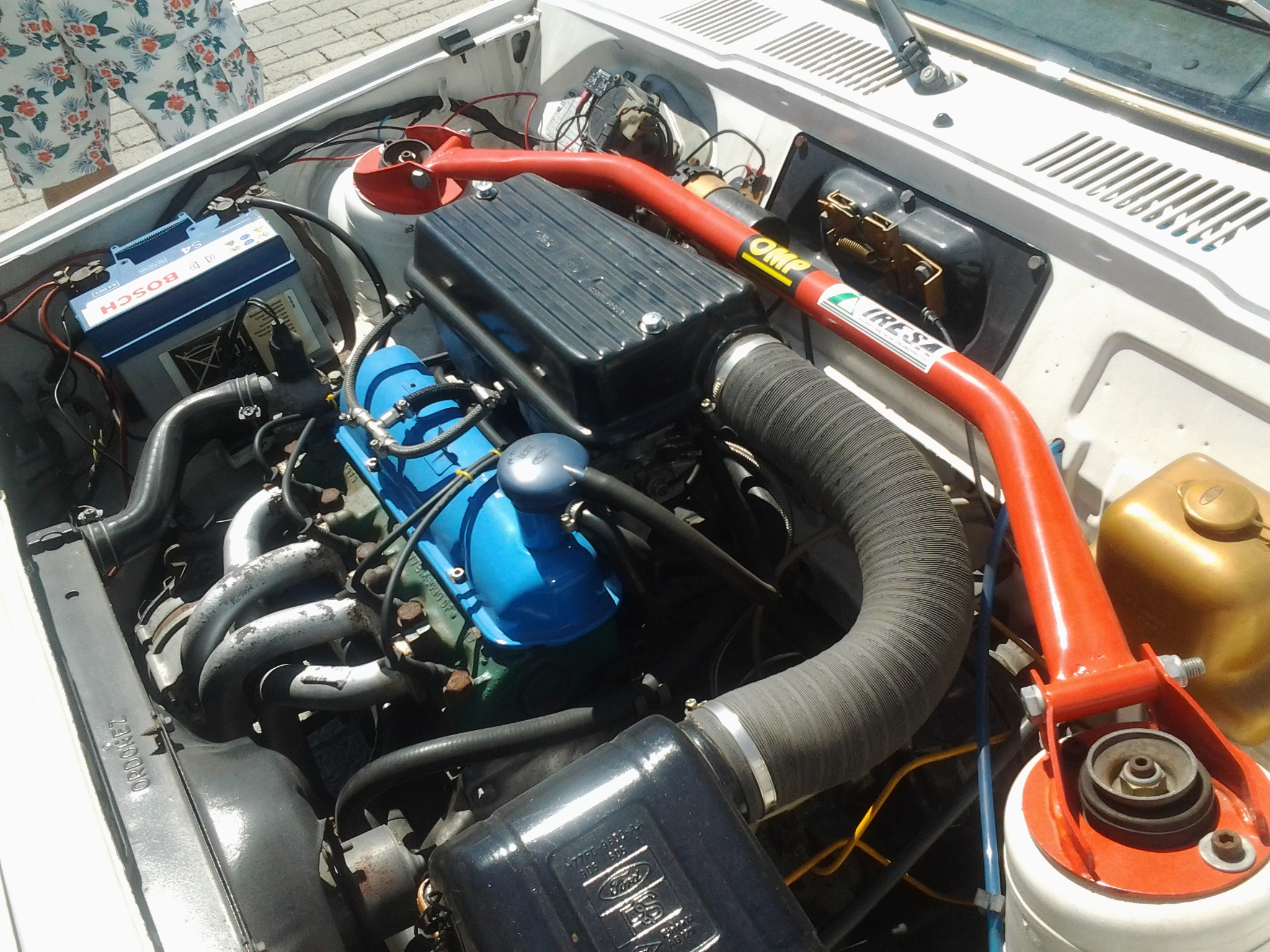
Motor de Ford Fiesta 1100 anomenat Valencia, fet a Almussafes

Des de setembre de 2009 també s'hi fabrica el nou motor de benzina 2.0 GTDi de la família EcoBoost (turbo injecció directa de 203 CV i 240 CV).

### Cronologia
Tot seguit, es recullen algunes dates significatives de la producció de cotxes i motors a Almussafes:
- 24 agost 1981: Comença la producció del model Escort
- 5 desembre 1983: Comença la producció del model Orion
- 5 desembre 1985: Comença la producció del motor 1.300 cc
- 27 agost 1990: Comença la producció de l'Escort'90 (5 portes)
- 3 setembre 1990: Comença la producció de l'Orion'90 (4 portes)
- 2 setembre 1996: Comença la producció del Ka
- 31 agost 1998: Comença la producció del Focus
- 29 abril 2002: Es fabrica el primer Fiesta de 5a Generació
- 1 octubre 2002: Sortida del primer motor Duratec-HE
- 20 gener 2003: Comença la producció del Mazda2
- 10 gener 2005: Comença la producció del nou Focus 5 portes
- 7 febrer 2005: Comença la producció del nou Focus 4 portes
- 22 juny 2007: Finalització de producció del Mazda2
- 2 gener 2008: Inici de fabricació del nou Focus MCA (3a generació)
- 25 juliol 2008: Es fabrica el darrer Ka
- 26 setembre 2008: Es fabrica el darrer Ford Fiesta 5a generació
- 21 gener 2009: S'inicia la fabricació del primer Ford Fiesta 6a generació
- 23 agost 2010: S'inicia producció del nou C-Max Compact
- 13 setembre 2010: S'inicia la fabricació del Grand C-Max

## Citació
| «                                                                       | Avui, la nostra planta de València és un immillorable representant dels ideals de la nostra companyia i la seva eficiència, qualitat i innovació de processos fa que els cotxes que fabriquem aquí es venguin a tot el món. | » |
| — Mark Fields, president de Ford, en una recepció a Madrid, febrer 2015 | |   |